# Jérôme Cousin
Jérôme Cousin (Saint-Sébastien-sur-Loire, 5 de junio de 1989) es un ciclista francés que fue profesional entre 2011 y 2021.

## Biografía
Miembro del equipo  Team U Nantes-Atlantique en categoría júnior en 2007, Jérôme Cousin obtuvo la medalla de plata en persecución y en persecución por equipo en los Campeonatos de Europa en categoría júnior celebrados en Cottbus. Además fue campeón de Francia en persecución júnior donde batió el récord de Francia en esta categoría recorriendo los tres kilómetros en 3 minutos 23 segundos. A finales de la temporada, decidió correr a partir de 2008 con el equipo Vendée U, filial del equipo ProTour Bouygues Telecom, con el fin de compaginar la ruta y la pista en categoría sub-23.
En 2008 y 2009 fue campeón de Francia en persecución por equipos en categoría élite y campeón de Francia en categoría sub-23. Ganó la medalla de plata en los campeonatos de Europa en esta misma modalidad en categoría sub-23 en 2008 en Pruszków. También obtuvo buenos resultados en ruta al ganar una etapa en la Ronde de l'Isard d'Ariège. Fue seleccionado por el equipo de Francia sub-23 en varias ocasiones llegando a participar con su selección en 2010 en el Tour de Thuringe (10º) y en el Tour del Porvenir.
En septiembre de 2010 firmó un contrato profesional para la temporada 2011 con el equipo Bbox Bouygues Telecom repatrocinado con el nombre de Europcar, en el que ya estuvo como stagiaire en 2009 y 2010.
En 2011 disputó el Tour de Romandía, terminó 9.º de la Polynormande y 7.º, siendo el más joven de la general de la Vuelta a Dinamarca.
En el mes de marzo de 2012 logró su victoria más importante hasta ese momento al conquistar, la carrera de una semana de duración, el Tour de Normandía.
En 2018 se impuso en la 5.ª etapa de la París-Niza. Ese fue su último triunfo y en 2021 se retiró.

## Palmarés
2010
- 1 etapa de la Ronde de l'Isard d'Ariège

2012
- Tour de Normandía, más 1 etapa
- 1 etapa del Rhône-Alpes Isère Tour

2013
- 1 etapa de la Estrella de Bessèges

2018
- 1 etapa de la París-Niza

## Resultados en Grandes Vueltas
| Carrera | Carrera         | 2011 | 2012 | 2013  | 2014 | 2015 | 2016  | 2017 | 2018 | 2019 | 2020  | 2021 |
| ------- | --------------- | ---- | ---- | ----- | ---- | ---- | ----- | ---- | ---- | ---- | ----- | ---- |
|         | Giro de Italia  | —    | —    | —     | —    | —    | —     | —    | —    | —    | —     | ―    |
|         | Tour de Francia | —    | —    | 156.º | —    | —    | 121.º | —    | 93.º | —    | F. c. | ―    |
|         | Vuelta a España | —    | —    | —     | 78.º | 73.º | 129.º | —    | —    | —    | —     | ―    |

—: no participa

Ab.: abandono

F. c.: fuera de control